# Husky Rescue
Husky Rescue — финская электронная группа, образованная в 2002 году (Хельсинки). Группа состоит из Marko Nyberg, Johanna Kalén и Antony Bentley.

## История

### 2002—2010
Husky Rescue была сформирована Marko Nyberg, который начал сочинять кинематографическую музыку под влиянием кино, фотографии и живописи в 2002 году. Режиссёр Дэвид Линч и французский композитор Эрик Сати, как он отмечает, очень повлияли на него. Во время записи дебютного альбома группы Country Falls, Nyberg записал около двадцати музыкантов и певцов — каждый из них был хорошим другом Nyberg, и все они были из Хельсинки. Как Nyberg говорит о себе:

Каждый трек разработан, чтобы быть теплым бризом, чтобы противостоять холоду повседневной жизни, живете ли вы в холодном климате или нет. Все моменты из жизни стали частью музыки. Husky Rescue отражает наш фон в Хельсинки, где зимние ночи так холодны и продолжительны, а лето жаркое и короткое, но они такие милые. Это меланхоличная музыка, но всегда есть надежда. Музыки Husky Rescue, как первый снег на земле, когда ещё можно увидеть зелёную траву под ним. Это как весной солнечный луч после длинного, тёмного, тусклого зимнего времени.

Состав Husky Rescue с 2002 по 2010 годы: Nyberg (бас), Reeta-Leena Vestman (вокал), Ville Riippa (клавишные), Maria Ilmoniemi (клавишные), Anssi Sopanen (ударные) и Miika Colliander (гитара). Дебютный альбом Country Falls был выпущен в октябре 2004 года на «Catskills Records» и в США 12 апреля 2005 года на «Minty Fresh».

## Дискография

### Альбомы
- Country Falls (2004)
- Ghost Is Not Real (2007)
- Other World: Remixes and Rarities (2007)
- Ship of Light (2010)
- The Long Lost Friend (2013)

### Синглы
- «Summertime Cowboy» (2004)
- «New Light of Tomorrow» (2004)
- «Sleep Tight Tiger» (2004)
- «City Lights» (2004)
- «My Home Ghost» (2006)
- «Diamonds in the Sky» (2006)
- «Nightless Night» (2007)
- «Caravan» (2007)
- «We Shall Burn Bright» (2009)
- «Sound of Love» (2010)
- «They Are Coming» (2010)
- «Far from the Storm» (2010)
- «Fast Lane» (2011)
- «Deep Forest Green» (2012)